# Tochuken Kumoemon
Tochuken kumoemon è un film del 1936, diretto da Mikio Naruse, ispirato alla vita di Kumoemon Tōchūken (1873-1916), importante esponente del canto narrativo giapponese Rōkyoku.